# Casa de Anjou
Au existat patru case succesive de Anjou, care își trag numele de la comitatul, apoi ducatul de Anjou, primele două în epoca feudală, iar ultimele două ca ramuri capetiene.

## Casa de Anjou
Prima casă de Anjou a fost fondată de Ingelger, vicomte de Angers, la sfârșitul secolului al IX-lea.
Aceasta s-a stins în 1060, fiind absorbită de a doua casă de Anjou.

## Casa de Gâtinais-Anjou
Casa de Gâtinais-Anjou, sau a doua casă de Anjou, s-a format în jurul anului 1035 prin căsătoria lui Geoffroy al II-lea de Gâtinais cu Ermengarde d'Anjou, moștenitoarea comitatului Anjou. Aceasta a dat naștere dinastiei Plantagenet și ramurii cadete a regilor Ierusalimului.
Ramura regilor Ierusalimului s-a stins în 1185, odată cu Balduin al IV-lea al Ierusalimului. Comitatul Anjou a fost cucerit de Filip al II-lea August de la regele Angliei Ioan fără Țară în 1202, în același timp cu comitatul Maine și ducatul Normandiei.

## Casa de Anjou-Sicilia
Casa capetiană de Anjou-Sicilia, sau a treia casă de Anjou, este o ramură cadetă a capetienilor direcți, fondată de Carol I de Anjou, fiul lui Ludovic al VIII-lea Leul și al Blanche a Castiliei, care a primit apanajul în 1246 de la fratele său mai mare, Sfântul Ludovic.
Comitatul Anjou a fost reatașat coroanei în 1328 de către moștenitorul său devenit rege al Franței, Filip al VI-lea de Valois. Cu toate acestea, mai multe ramuri secundare s-au menținut pe linie masculină până în 1414.

## Casa de Valois-Anjou
Casa de Valois-Anjou, sau a patra casă de Anjou, este o ramură cadetă a dinastiei de Valois, fondată de Ludovic I de Anjou, care a primit apanajul în 1351 de la tatăl său, Ioan al II-lea cel Bun.
În 1360, comitatul Anjou a fost ridicat la rang de ducat.
Ducatul de Anjou a fost reatașat coroanei Franței de către Ludovic al XI-lea în 1481, la moartea ultimului său titular, Carol al V-lea de Anjou.